# تجربة UA1

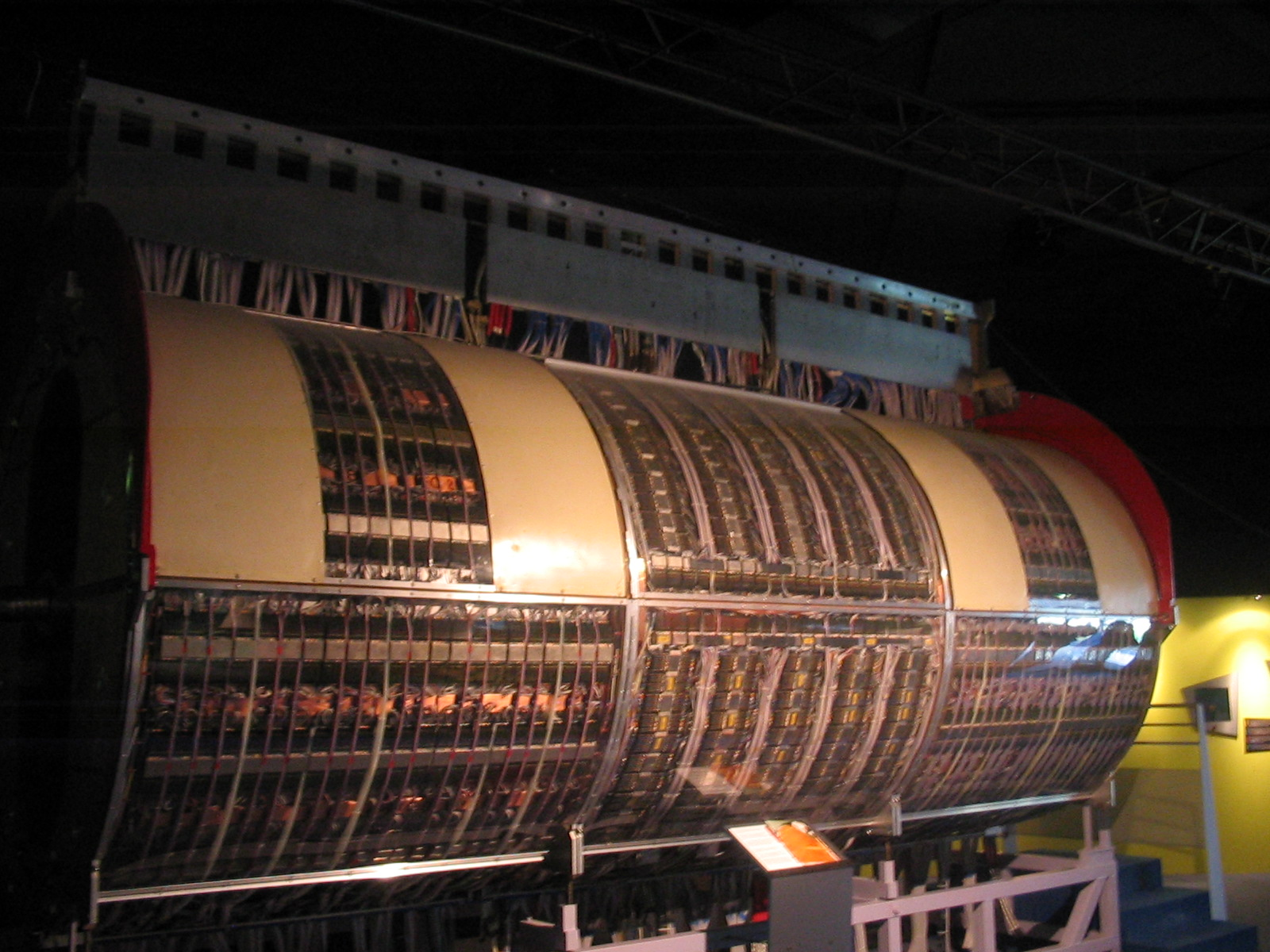
The central section of the تجربة UA1 experiment on display at the Microcosm museum at CERN

UA1 تجربة فيزياء الطاقة العالية تم تشغيلها في معمل CERN عام 1981 حتى عام 1993 على مصادم المسرع الأكبر للبروتونات SPS

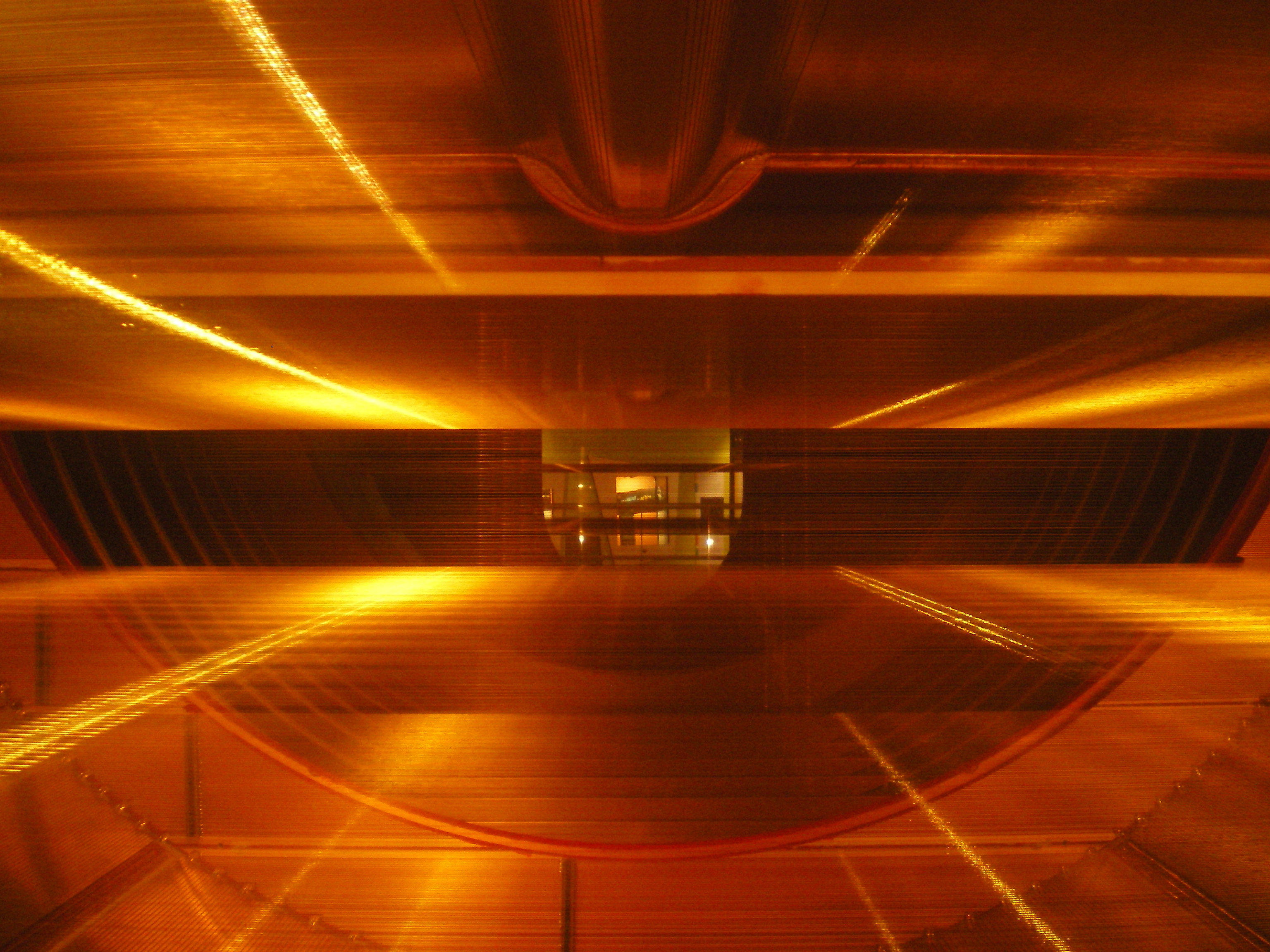
Interior of the central section of the تجربة UA1 experiment on display at the Microcosm museum at CERN

وتم من خلال هذه التجربة اكتشاف البوزون W وZ

وبعدها تجربة UA2 التي أخذ عليها الفيزيائي Carlo Rubbia و Simon van der Meer جائزة نوبل عام 1984
وسميت في معمل سيرن بتجربة ’’ المساحة تحت الأرض’’ حيث يقع تحت الأرض للموقعين الرئيسيين لمعمل CERN ويتم التفاعل في أنفاق المسرع SPS وعدل في نفس الوقت إلى المصادم